# Storyville (película)
Storyville (El peso de la corrupción en España y El secreto en Hispanoamérica) es una película de misterio de 1992 dirigida por Mark Frost y protagonizada por James Spader, Joanne Whalley y Jason Robards. Está basado en la novela Juryman (1982) de Frank Galbally y Robert Macklin.

## Argumento
Cray Fowler es un reconocido abogado que se postula para el Congreso con la ayuda de su tío, un hombre obsesionado con el poder. También es un hombre que intenta desentrañar una red de corrupción y violencia.
Sin embargo, tras una noche de amoríos con la vietnamita Lee, Cray es declarado criminal y lo que es peor, cuando el padre de Lee es asesinado, su hija cae bajo sospecha. Cray asume entonces la defensa de ella y como coronación se enfrenta en el tribunal a su examante Natalie, quien ahora representa a la fiscalía.

## Reparto
| Actor                 | Personaje          |
| --------------------- | ------------------ |
| James Spader          | Cray Fowler        |
| Joanne Whalley        | Natalie Tate       |
| Jason Robards         | Clifford Fowler    |
| Charlotte Lewis       | Lee Tran           |
| Michael Warren        | Nathan LeFleur     |
| Piper Laurie          | Constance Fowler   |
| Michael Parks         | Michael Trevallian |
| Chuck McCann          | Pudge Herman       |
| Charles Haid          | Abe Choate         |
| Chino 'Fats' Williams | Theotis Washington |
| Woody Strode          | Charlie Sumpter    |
| Jeff Perry            | Peter Dandridge    |

## Producción
En 1985, se empezó a trabajar para hacer una adaptación de la novela en forma de película. Originalmente se iba a hacerla bajo el título de la novela utilizando como base una adaptación teatral de ella, la cual iba a rodarse luego en enero de 1986. Sin embargo ocurrieron retrasos y se decidió también hacer mejorías al respecto, por lo que no se pudo hacerla durante 5 años.
Finalmente, el 29 de abril de 1991 se empezó con el rodaje, en la que Mark Frost hizo su primer trabajo como director. Se filmó para ello en Nueva Orleans, Luisiana, y la filmación terminó luego a finales de junio de 1991. Una vez terminado todo al respecto, se estrenó la película el 26 de agosto de 1992.

## Recepción
Hoy en día la película ha sido valorada en portales cinematográficos y por críticos profesionales. En IMDb, por ejemplo, con aproximadamente 12 000 votos registrados, el largometraje obtiene una media ponderada de 6,5 sobre 10. En cuanto a Rotten Tomatoes, los más de 1000 votos registrados allí le dieron una valoración media de 2,9 de 5, mientras que solamente 4 de los 6 críticos profesionales registrados allí le dan una valoración positiva.